# ريان جونز
ريان جونز (بالإنجليزية: Ryan Jones)‏ (و. 1984 – م) هو لاعب هوكي الجليد، من كندا، ولد في تشاتام كينت، أونتاريو.

## روابط خارجية
- ريان جونز على موقع دوري الهوكي الوطني (الإنجليزية)
- ريان جونز على موقع EliteProspects.com (الإنجليزية)
- ريان جونز على موقع HockeyDB.com (الإنجليزية)
- ريان جونز على موقع Hockey-Reference.com (الإنجليزية)